# Iman al-Obeidi
Iman al-Obeidi (también Eman al-Obaidi y en árabe : إيمان العبيدي) es una abogada libia, que atrajo la atención de los medios de comunicación en todo el mundo cuando el 26 de marzo de 2011, entró en el restaurante del Hotel Rixos en Trípoli, único lugar de residencia que permite el Régimen de Gadafi a la prensa internacional en Libia, gritando a los periodistas extranjeros que 15 personas de las tropas del gobierno de Gadafi la habían violado. Tuvo lugar una pelea en la que las fuerzas de seguridad del gobierno de Gaddafi obligaron a Obeidi a salir del hotel con rumbo desconocido (hay versiones que indican que la mujer que realizará la denuncia, se retiró por su propia voluntad en un vehículo) y se utilizó la violencia contra los periodistas que había intentado defenderla. Un portavoz del gobierno afirmó inicialmente que Obeidi estaba borracha y, posiblemente enferma mental, pero más tarde admitió que estaba cuerda. El periodista del Financial Times que había tratado de proteger a Obeidi fue deportado.
El Washington Post describió a Obeidi como un "símbolo del desafío contra Gadafi entre los activistas que buscan derrocar al régimen".

## Desaparición
Hubo confusión durante varios días en cuanto a si estaba bajo custodia del gobierno o con su familia. El 27 de marzo el portavoz del régimen de Gaddafi, Moussa Ibrahim dijo que había sido liberada y que estaba con su hermana. El 28 de marzo sus padres lo negó, diciendo que su hija se estaba celebrando en el compuesto Gadafi en Bab al-Azizia. De acuerdo con un activista de los rebeldes, el gobierno de los representantes de Gadafi llamó por teléfono-Obeidi la madre de al menos tres de la madrugada el 27 de marzo, ofreciendo al-Obeidi "una casa nueva y un montón de dinero y todo lo que quisiera" si ella cambiaba su historia. Su madre informó que había hablado con al-Obeidi por teléfono, y que ella respondió: "Prefiero morir antes que cambiar mis palabras."

## Las entrevistas, descripción de su asalto y la detención
El 3 de abril de Al-Obeidi habló por teléfono a Libia TV, un canal de la oposición nuevo por satélite, diciendo que había estado detenida durante tres días por el gobierno, pero que había sido puesta en libertad y se encontraba en Trípoli, dijo que el fiscal general había rechazado una solicitud de visitar a su familia en Tobruk. Dijo que durante su detención había sido interrogada por la inteligencia libia, la Jamahiriya-El Servicio de Inteligencia Militar , así como el Departamento de Investigación Penal, y la Dirección de Seguridad. Su "solicitud única", dijo, era que "saliera en el canal estatal de Libia y dejera que sus secuestradores no eran de las fuerzas de seguridad de Gaddafi, sino los revolucionarios y las bandas armadas." A lo que ella se negó. Dijo que un médico forense confirmó su denuncia de violación y el procurador general de la Nación dijo que  "tomaría todas las medidas necesarias para detener a los responsables." The Washington Post se ha referido a ella como "símbolo del desafio contra Gaddafi."
También se dirigió a la CNN el 3 de abril y 4, y fue entrevistado a través de un intérprete por Anderson Cooper . Cooper dijo que la CNN no pudo confirmar con total certeza que la mujer que habló fuera al-Obeidi, pero confiaban en ella. Ofreció detalles gráficos de su violación a manos de 15 miembros de las fuerzas de seguridad de Libia. Ella dijo que vertieron alcohol en sus ojos para que no pudiera verlos, la sodomizaron con un Kalashnikov, la ataron, mordieron y no le permitieron ir al baño, comer o beber. "Un hombre iba y otro venía," dijo. "Éste acababa y, a continuación, venía otro"
Había otras mujeres retenidas con ella, incluyendo una de 16 años de edad que fue capaz de desatar las manos y los pies a al-Obeidi. Esto le permitió escapar, y cogió un taxi hasta el Hotel Rixos, donde se enteró de que había algún tipo de equipo de investigación de sucesos. Fue capaz de entrar en el hotel diciéndole al taxista que trabajaba allí para eludir la restricción de las reuniones con periodistas extranjeros. Después de que las fuerzas de seguridad la sacaran del hotel, funcionarios libios le compró ropa nueva, y le dijeron que esperaban que fuese a la televisión estatal para decir que había sido secuestrado por los rebeldes, no por las fuerzas del régimen. Cuando ella se negó, dijo que fue llevada a la cárcel. Dijo que los interrogadores le apuntaban con sus armas, le echaban agua en la cara, le tiraban alimentos, y le acusaban de ser una traidora, en un esfuerzo por persuadirla para que retirara la declaración. Finalmente, un examen médico confirmó que había sido violada, y la liberaron. Le dijo a Cooper que a otras chicas aún permanecen en el edificio donde fue asaltada, y que los residentes locales se habían quejado a la policía al respecto, pero que nadie había tomado medidas para ayudarlas.
Dijo que su vida y su reputación habían sido arruinada por el asalto y las alegaciones posteriores a la televisión estatal que ella era una "prostituta", una borracha, y una enferma mental, y que las personas se reían de ella. Dijo que no hay lugar seguro para ella en Trípoli, y que no pudo salir de la casa que estaba quedando,  y que cuando lo intentó, fue llevada a la comisaría de policía, y posteriormente puesta en libertad otra vez. Alegó que los funcionarios la secuestrados tres veces en total: una vez desde el hotel, una vez cuando intentó después escapar a Túnez, y de nuevo el 3 de abril para que deje de quejarse a la policía. Ella dijo: "Mi vida está en peligro, y pido a todas las organizaciones de derechos humanos ... para exponer la verdad y que me dejen ahora. Estoy siendo rehén aquí. Me han amenazado de muerte y me han dicho que nunca saldré de la cárcel de nuevo, si voy a los periodistas o les digo algo acerca de lo que está ocurriendo en Trípoli."
Rindió homenaje a su familia para estar al lado de ella, diciendo que había permitido a su hermana estudiar en el extranjero sin un acompañante masculino, y que había cuidado de ambas mujeres igual de bien. Cuando se le preguntó si le preocupaba que alguien la matara, respondió: "No lo sé. Mis emociones cambian. A veces siento que me van a matar maten. Pero a la misma vez que siento miedo, pienso que no hay nada que temer. Lo Hemos perdido todo. ¿Qué es lo que tenemos que temer?. Ya está hecho."

## Respuesta mundial
En cuestión de horas, las noticias del secuestro de Iman al-Obeidi se difundieron en todo el mundo, con vídeo y fotos.  Se adoptaron rápidamente una serie de hashtags asociados a su historia en Twitter , con variada ortografía  #EmanAlObeidy, #EmanAlObeidi , #EmanAlObaidy ,  #WhereIsEmanAlObeidy ,   #FreeEmanAlObeidi y #WeAllAreEmanAlObeidi.
Una campaña en Facebook para llamar la atención sobre su difícil situación comenzó el mismo día, con una página en inglés ganando 2.000 seguidores en menos de un día. Las páginas se llaman Free Iman al-Obeidi (Liberad a Iman al-Obeidi), en Inglés y كلنا أهل إيمان العبيدي (Todos somos la familia de Iman al-Obeidi) en árabe.  El uso de los medios de comunicación social ha sido importante en Libia, así como el Oriente Medio y Norte de África, mientras otras formas de comunicación han sido usurpados por los medios de comunicación controlados por el Estado.